# آرنون ميلكان
آرنون ميلكان (بالعبرية: ארנון מילצ'ן‏) (و. 1944  م) هو منتج أفلام، ورائد أعمال، وكاتب سيناريو، وشخصية أعمال، وجاسوس إسرائيلي، ولد في رحوفوت.

## التعليم
تعلم في كلية لندن للاقتصاد.

## وصلات خارجية
- آرنون ميلكان على موقع IMDb (الإنجليزية)
- آرنون ميلكان على موقع ألو سيني (الفرنسية)
- آرنون ميلكان على موقع ميوزك برينز (الإنجليزية)
- آرنون ميلكان على موقع أول موفي (الإنجليزية)
- آرنون ميلكان على موقع بوكس أوفيس موجو (الإنجليزية)
- آرنون ميلكان على موقع قاعدة بيانات الأفلام السويدية (السويدية)
- آرنون ميلكان على موقع قاعدة بيانات الفيلم (الإنجليزية)
- آرنون ميلكان على موقع كينوبويسك (الروسية)